# Hot House Entertainment
Hot House Entertainment es un estudio de pornografía gay que tiene su sede en la ciudad californiana de San Francisco, y que fue fundado en el año 1993 por el director Steven Scarborough. La empresa dispone de varias páginas web en la red internet. Steven Scarborough se ganó un espacio en el Salón de la Fama de los Premios Grabby del año 2004.